# 田崎悦子
田崎 悦子（たざき えつこ、1941年9月6日 - ）は、日本のクラシック音楽ピアニスト。

1970年ブソーニ国際コンクール、1971年リスト-バルトーク国際コンクールに上位入賞。1972年、カーネギーホールでニューヨークデビュー、その後、国際的活動を続ける。スイス-ロマンド管弦楽団やシカゴ交響楽団等と共演。アメリカ建国200年記念音楽祭にはソリストとして参加。ワシントン大教授、東京音楽大学教授、桐朋学園大学大学院特任教授等を歴任。2002年より合宿型公開ピアノセミナー「Joy of Music」総監督。

## 人物・来歴
東京都武蔵野市に生まれる。幼少より井口秋子に師事。小学校6年で日本学生音楽コンクール優勝、桐朋女子高校音楽科を卒業後、ニューヨーク・ジュリアード音楽院卒業。アメリカ建国200年祭ではアメリカ人として10人の若手ピアニストのひとりに選ばれる。1979年、シカゴ交響楽団常任指揮者のゲオルグ・ショルティに発掘され（オーディションで600人の中から田崎が選ばれたという、同オーケストラの定期演奏会でバルトーク・ピアノコンチェル卜第2番を演奏。ニューヨークのスタインウェイ本社には、今もアメリカ時代の田崎悦子の肖像写真が飾られている。
マールボロ音楽祭では、ルドルフ・ゼルキン、パブロ・カザルスなど巨匠たちの薫陶を受ける。その後30年にわたりニューヨークに在住し、国際的に活躍。ショルティをはじめ、サヴァリッシュ、スラットキン、ブロムシュテット、小澤征爾などが率いる世界のオーケストラと共演。ルツェルン、マールボロ、アスペン、サイトウ・キネン、草津音楽祭などの多くの国際フェスティバルにも出演した。
日本では、「ドイツロマンを求めて」「ピアノ・マラソン」「NACH BACH」など、これまでの概念を超えた企画と演奏を敢行。2006～2009年に東京文化会館で行われた「田崎悦子ピアノ大全集」では、バッハ、モーツァルト、ベートーヴェン、ブラームス、ショパン、リスト、バルトーク等を含む21世紀までのピアノ音楽のレパートリーを６回シリーズで演奏した。そのショパンについて、日本経済新聞では、「彼女が表出する音楽の本質は、並大抵のピアニストに真似できる類のものではない。一音一音に自身の人生そのものを投影させるかのような演奏は、聴き手の心の奥底までも鋭くえぐり出す」と評された。
また、シューベルト、ベートーヴェン、ブラームスの最晩年のピアノ作品ばかりを集めた「三大作曲家の遺言」は、1997年文化庁芸術祭参加作品となった。2014年に大阪、2016年には東京文化会館にて再度行われた演奏は、それぞれ3回シリーズで行われ、そのライブ収録はNHK BSでも放映された。
帰国後は八ヶ岳山麓に居を構える。田崎は、「ニューヨークはどの分野も世界中のベストの人々が集まり、競い合っている。『これが私の求めていた世界？』と悩み、思いつめたこともあった。『競い合うのでなく、もっと深く音楽を見つめてゆきたい』との想いから、スイスの山中に2年ほど住み、その後、八ヶ岳に住み始めた」という。2002年より、合宿型公開ピアノセミナー『Joy of Music』（総監督）を 毎年、春休みに八ヶ岳、夏休みに奈良で開催。また、カワイ表参道「パウゼ」にてシリーズ『Joy of Chamber Music』『Joy of Music 40+』等の監修に当たる。
2018年には、「三大作曲家の愛と葛藤」と題して、ショパン、シューマン、リストの作品を取り上げ、新たな2回のシリーズリサイタルを東京と京都で開催。このシリーズについて、田崎はこう語っている。「前回のシリーズ（三大作曲家の遺言）を終えたとき、もうピアノを弾かなくてもいいと思ったくらい作品に没入し、それまで勉強したすべての事柄を投じた感があり、それこそ、私の‘遺言’のようなつもりで作品に取り組みました。その後、旅に出たり、小品とお話を交えたサロンコンサートを行ったりするうちに、自分の中で‘明日死ぬとしたら何を弾く？’という問いが浮かんできました」こうして選曲されたのが、「ショパン：幻想ポロネーズ op.61」「シューマン：ダヴィット同盟舞曲集 op.６」「リスト：ソナタ ロ短調」（シリーズ1回目）、「ショパン：マズルカ集より」「シューマン：クライスレリアーナ」「リスト：イタリアの巡礼 全曲」だったという。

## ディスコグラフィ
- 三大作曲家の遺言 vol.1～vol.3　ベートーヴェン、シューベルト、ブラームス最晩年至宝のピアノ曲集（2015年）
- ドビュッシー& リスト（2012年）
- ショパン・ファンタジア（2010年）
- J.S.バッハ：パルティータ第4番＆第6番，モーツァルト：幻想曲ハ短調K.475
- シューマン：ダヴィッド同盟舞曲集・子供の情景、フランク：前奏曲、コラールとフーガ
- リスト：ピアノ・ソナタ ロ短調、シューマン：クライスレリアーナ 作品16
- 田崎悦子 コンサート・ライヴ／バッハ＆シューベルト
- シューベルト：ピアノ・ソナタ 第19番･楽興の時
- シューベルト：ピアノ・ソナタ第20番＆四つの即興曲
- シューベルト：ピアノ・ソナタ第21番＆四つの即興曲